# Daltonia trachyodonta
Daltonia trachyodonta är en bladmossart som beskrevs av Mitten 1869. Daltonia trachyodonta ingår i släktet Daltonia och familjen Daltoniaceae. Inga underarter finns listade i Catalogue of Life.